# Погашення рахунків: Поїздка на схід
«Звести рахунки: Поїздка на схід» (англ. Settling Accounts: Drive to the East) — друга книга альтернативно-історичної серії романів «Погашення рахунків» Гаррі Тертлдава.
Події відбуваються в аналогії Другої світової війни, відомої як «Друга велика війна» в Північній Америці, яка велася між Сполученими Штатами та Конфедеративними Штатами. Роман був випущений в серпні 2005 року. У тетралогії він слідує за «Поверненням зобов'язань» і передує «Захвату». Він час охоплює з 1942 по 1943 рік світу Землі «Південну перемогу».

## Короткий зміст сюжету
Як випливає з назви, роман містить аналоги історичних битв 1942 року, таких як наступ німців і Сталінградська битва. У романі армії Конфедерації в окупованому Огайо вриваються в Пенсільванію з Піттсбургом як їхньою метою під кодовою назвою «Операція Коалскутл». Він також включає в себе аналоги битви за Мідвей, Мангеттенського проєкту та Голокосту.
До літа 1942 року наступ США під командуванням генерала Деніела Макартура на Північну Вірджинію зупинився перед обличчям шаленої протидії. Це дозволяє генералу Джорджу Паттону зосередити свої сили в Огайо для поновлення наступу на західну Пенсільванію. Завдяки вдосконаленій броні та тактиці штурму його війська швидко просуваються через східний Огайо до околиць Пітсбурга. Однак бригадний генерал Ірвінг Моррелл, який зараз командує обороною США на фронті Огайо, не дає КША охопити Піттсбург, як було заплановано, і змушує їх вести вуличний бій.
Тим часом Джефферсон Девіс Пінкард насолоджується швидким просуванням по ієрархії Партії свободи, оскільки він починає розробляти механізм, необхідний для реалізації остаточного розв'язання Джейка Фетерстона щодо «проблеми негрів». Його табірна рішучість тепер настільки ефективна, що вона здатна проковтнути та знищити все негритянське населення Джексона, штат Міссісіпі (включно з Річардом Райтом). Це подається як репресії проти місцевих повстанців. В Августі, нині геттоизованому негритянському районі Джорджії, Сціпіону, колишньому рабу та марксистському повстанцю під час Великої війни, вдається на деякий час обійти дедалі зростаючий терор, що охоплює негритянське населення КШA. Зрештою, його теж полонять, і він опиняється у вагоні для худоби, що прямує до похмурого майбутнього. В іншому місці в Джорджії полонений американський пілот-винищувач Джонатан Мосс втікає з табору військовополонених і приєднується до невеликої групи повстанців-негрів.
У відкритому морі корабель лейтенанта Сема Карстена «Ремембранс» потоплений японським авіаносцем, а Сандвічеві острови (Гавайські острови нашого всесвіту) опинилися під загрозою захоплення. Проте, його підвищують і призначають командиром ескадреного міноносця, де він проводить час, патрулюючи морські шляхи Атлантики та беручи участь у спеціальних операціях. Через брак морської авіації есмінець Джорджа Еноса-молодшого ледь не потонув під час бою біля захопленого японцями Мідвея. Однак, коли двом ескортним авіаносцям вдається дістатися Оаху, ситуація починає змінюватися. У вирішальній битві флот Джорджа топить японський авіаносець, що охороняв Мідвей.
У цій історії Тихоокеанська війна проти Японії розглядається як побічний ефект, який отримує лише дрібну цівку ресурсів, оскільки США стикаються з небезпечним вторгненням у їхній промисловий центр. Стратегічні цілі в Тихому океані зводяться до повернення Мідвею, щоб усунути загрозу для Сандвічевих островів, і персонажі вважають ідею ведення війни за стрибки островів аж до японських рідних островів (як це зробили США під час Другої світової війни) як нереальна фантазія. Крім того, у цій історії Філіппіни та Гуам є давніми та визнаними володіннями японців, які вони відібрали в Іспанії під час іспано-японської війни між кінцем 1800-х і початком 1900-х років і на які США не претендували.
КШA чинить тиск на свого слабкого союзника, імператора Мексики Франсиско Хосе II, щоб він неохоче надав війська для посилення атаки Коалскутла. Під прикриттям раннього листопадового шторму генерал Морелл веде бронетехнічний прорив проти погано оснащених мексиканців, які захищають фланг Паттона. Об'єднавшись з іншим виступаючим, що виходить із Західної Вірджинії, він захоплює основну частину армії Паттона та вривається вглиб Огайо. Фезерстон, який, очевидно, впадає в божевілля, віддає армії, яка потрапила в пастку, маніакальний наказ утриматися, а не намагатися прорватися. Коли обіцяне поповнення по повітрю не вдається, Паттону наказують втекти по повітрю, а опір КШA поблизу Піттсбурга руйнується. Послідовність подій подібна до тієї, яка призвела до знищення німецької шостої армії в Сталінградській битві під час нашої хронології Другої світової війни.
Джонатан Мосс проводить більшу частину книги як розчарований військовополонений в Андерсонвіллі, штат Джорджія, в умовах неприємних, але набагато терпиміших, ніж у сумнозвісному таборі для військовополонених Війни за незалежність в тому ж місці. Йому та іншим полоненим вдається втекти після того, як огорожі табору зносить торнадо. Він та ще один військовополонений, що втік, приєднуються до чорношкірого партизанського загону, здібний лідер якого взяв псевдонім Спартак. Під час рейду на Рівнини, штат Джорджія, Мосс убиває Джиммі Картера, молодого військово-морського офіцера Конфедерації у відпустці, на очах у його матері, коли той намагається згуртувати жителів міста проти набігів чорношкірих.
Генерала Ебнера Доулінга переводять з фронту у Вірджинії, щоб він прийняв командування 11-ю армією та відкрив новий фронт шляхом вторгнення в Техас, щоб запобігти переміщенню сил Конфедерації звідти для посилення головного фронту навколо Піттсбурга. У лютому 1943 року його війська наближаються до Лаббока, штат Техас, і — досі йому невідомі, але дуже тривожні для Пінкарда та верховного командування Партії свободи — погрожують захопити табір «Рішучість» і викрити його жахіття. Обидві сторони відчайдушно працюють над розробкою ядерної зброї, хоча США трохи лідирують. Усе більш ірраціональне ведення війни Фезерстоном викликає підозри та спонукає генералів Кларенса Поттера та Натана Бедфорда Форреста III до розгляду змови з його поваленням.

## Рецензії
Видавці Publishers Weekly дали помірно хорошу рецензію на книгу, заявивши, що «Як і в попередньому томі, Тертлдав пропонує переконливі аналоги подій під час Другої світової війни, таких як поразка армії Конфедерації під Сталінградом під Піттсбургом. З іншого боку, менш переконливим є його портрет Фізерстоуна, який мав бути схожий на фюрера». SF Site також похвалив книгу, змішану з деякою критикою, сказавши, що «На жаль, „Поїздка на схід“ є середньою книгою в серії», але також, що книга була «гідним продовженням».